# Arizona Diamondbacks
Gli Arizona Diamondbacks (noti colloquialmente come D-backs) sono una squadra professionistica di baseball della Major League Baseball (MLB), con sede a Phoenix, Arizona.
La squadra partecipa dal 1998, anno della sua fondazione, alla West Division della National League, e disputa i propri incontri al Chase Field. Il 2001 ha visto il loro il trionfo nelle World Series, evento che ha reso i D-backs l'expansion team più rapido (la quarta stagione dall'anno della fondazione) ad aggiudicarsi un titolo nazionale nella MLB.

## Storia

### Il desiderio del baseball nel deserto
Tra il 1940 e il 1990, Phoenix passò da 99ª a 9ª città più grande della nazione. Come tale, essa fu spesso indicata come una possibile sede per una nuova franchigia di MLB. Il baseball aveva già una ricca tradizione in Arizona, dove si era tenuto anche uno “Spring Training” (precampionato primaverile) dal 1946. Con la grande immigrazione dagli Stati del Midwest e del Nord-est, così come dalla California, molte squadre (in particolare i Chicago Cubs e Los Angeles Dodgers) ebbero grande seguito in Arizona.
Il primo serio tentativo di espansione per il team di Phoenix è dovuto a Elyse Doherty e Martin Stone, il proprietario dei Phoenix Firebirds, squadra di Triplo A collegata ai San Francisco Giants. Verso la fine degli anni ottanta Stone propose a Bill Bidwill, proprietario dei St. Louis Cardinals della NFL, di condividere uno stadio coperto di 70.000 posti a Phoenix. Si dava per scontato che uno stadio coperto fosse un elemento essenziale per il futuro di una squadra di baseball in città. Phoenix è di gran lunga la più calda grande città del Nord America, con una temperatura media nel corso della stagione regolare di baseball di 37 °C.
Bidwill, che già aveva in mente di lasciare St. Louis, decise invece di firmare un affitto a lungo termine con l'Arizona State University per utilizzare il Devil Stadium alla domenica come la casa di una franchigia di NFL. Dal momento che gli stadi concepiti solo per il baseball non erano considerati come fattibili nel corso di tale periodo, questa si era rivelata la decisione finale.
Nell'autunno del 1993, Jerry Colangelo, proprietario della maggioranza dei Phoenix Suns della NBA, annunciò che avrebbe fatto parte della costruzione del gruppo "Arizona Baseball, Inc.", per la creazione di una squadra per la Major League Baseball. Questo garantì la creazione di una franchigia MLB. Colangelo organizzò un concorso per decidere il nome della squadra, con un annuncio a piena pagina nella sezione sportiva del giornale Arizona Republic il 13 febbraio 1995. Il primo premio consisteva in due abbonamenti a vita per la squadra. La scelta vincitrice fu "Diamondbacks," dal diamondback, un serpente a sonagli diffuso della regione conosciuto per via della grande quantità di veleno che emette ad ogni morso.
L'offerta ricevette un forte sostegno da uno degli amici di Colangelo, il proprietario dei Chicago White Sox e dei Chicago Bulls, Jerry Reinsdorf, così come il fondatore dei Milwaukee Brewers, Bud Selig, fu un forte sostenitore dell'impresa. Furono fatti progetti per un nuovo stadio con tetto retraibile, il Bank One Ballpark, soprannominato il BOB, (rinominato nel 2005 Chase Field) da costruire in un'area industriale alla periferia sud-est di Phoenix, ad un isolato di distanza dalla America West Arena dei Suns (ora US Airways Center).
Il 9 marzo 1995, al gruppo di Colangelo fu assegnata una franchigia per iniziare a giocare per la stagione 1998. Una quota di 130 milioni di dollari fu pagata alla Major League Baseball. Secondo il comunicato stampa originale dal gruppo di Colangelo (pubblicato sul sito web del team durante le prime stagioni), i colori scelti per la squadra erano turchese, rame, nero e viola. "...Turchese è stato scelto perché la pietra verde-blu è tipica dell'Arizona, rame perché l'Arizona è uno dei maggiori stati produttori di rame e viola perché è il colore dei Phoenix Suns nella NBA".
Nei primi tempi, i Diamondbacks furono gestiti essenzialmente come una filiale dei Suns; diversi dirigenti e manager dei Suns furono trasferiti ai Diamondbacks in ruoli analoghi.

### Preparazione per il lancio e scelta tra American League e National League
Vi furono diverse discussioni (anche per alcuni anni dopo la nascita della franchigia) se i Diamondbacks dovessero essere inseriti nella American League West division. Colangelo si oppose fortemente, chiedendo che la nuova squadra giocasse nella National League West, giustificando la richiesta con la relativa vicinanza di Phoenix alle altre città della division, oltre a favorevoli studi di marketing. Alla fine ottenne il consenso per giocare in tale division.

### Una squadra regionale
Fin dall'inizio, Colangelo cercò di ampliare il bacino di tifosi dei Diamondbacks senza limitarsi a Phoenix e ai suoi sobborghi. Per questo motivo decise di chiamare la squadra "Arizona Diamondbacks" piuttosto che "Phoenix Diamondbacks", anche se ogni team della Major League Baseball ricerca tifosi anche fuori dalla sua immediata area metropolitana e la popolazione di Phoenix costituisce i due terzi della popolazione dello Stato. Tucson, la seconda città più grande dell'Arizona, situata a circa 90 minuti di auto a sud-est di Phoenix, venne scelta come sede per la preparazione primaverile dei Diamondbacks, anche perché sede della squadra delle minor league affiliata, i Tucson Sidewinders. Un gruppo di tifosi ottenne un viaggio pagato da Tucson al Bank One Ballpark, all'inizio della stagione. Tali Tour sono ancora in funzione oggi (sono detti anche "Diamond Express").
Due anni prima dell'esordio, Colangelo aveva già ingaggiato Buck Showalter, che era stato il Manager dell'anno della American League Manager nel 1994 con i New York Yankees.

### 1998-2002: Iniziali successi e vittoria delle World Series

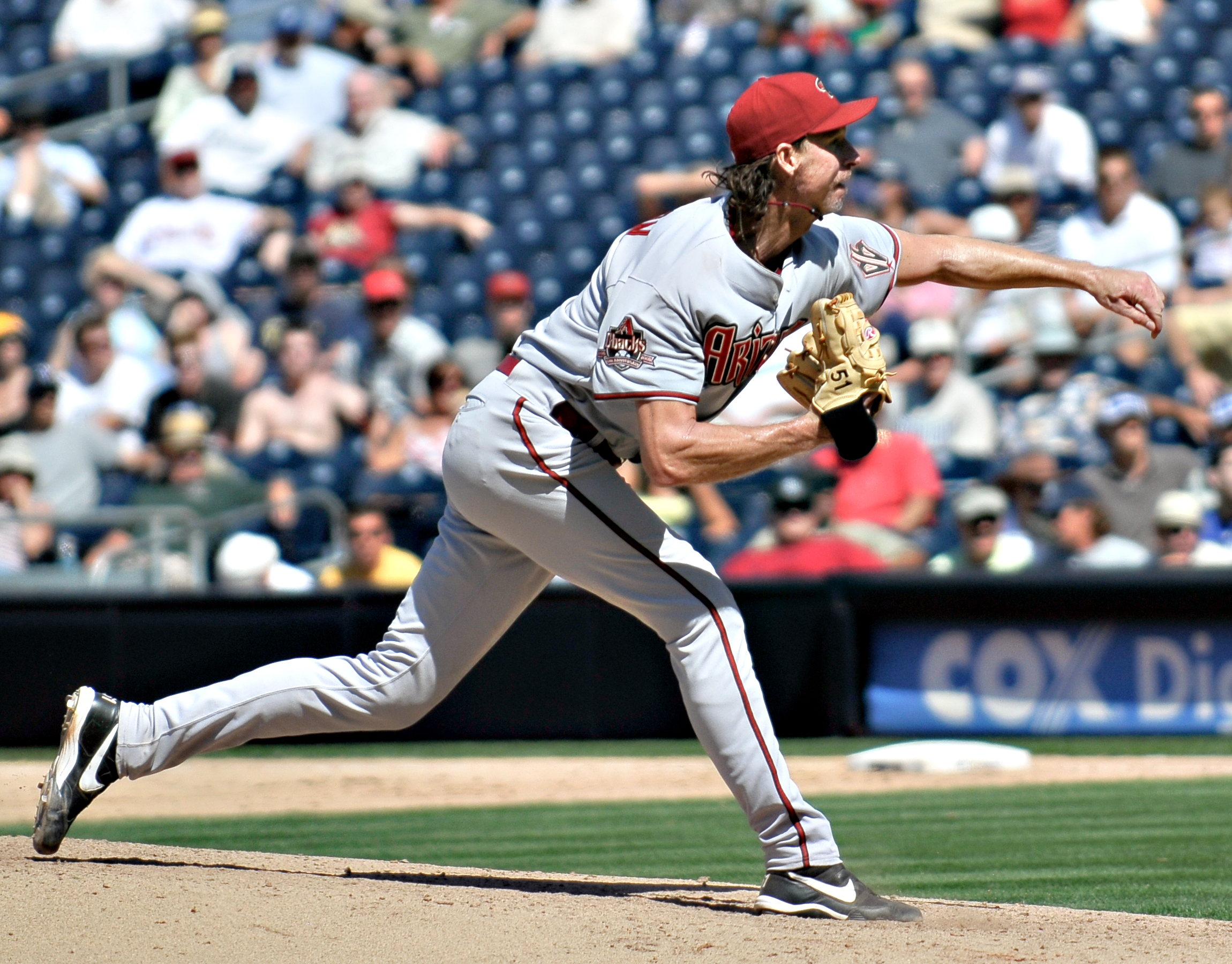
Randy Johnson insieme a Curt Schilling furono i maggiori artefici della vittoria alle World Series

I Diamondbacks giocarono la prima partita di MLB contro i Colorado Rockies il 31 marzo 1998, al Bank One Ballpark davanti ad un pubblico di 50.179 persone. I biglietti entrarono in vendita il 10 gennaio e vennero venduti tutti nel giro di pochi minuti. I Rockies vinsero 9-2. Andy Benes era sul monte di lancio dei Diamondbacks, e Travis Lee fu il primo giocatore dei Diamondbacks a battere una valida, segnare un punto e battere un fuoricampo.
Nelle loro prime cinque stagioni di vita, i Diamondbacks vinsero tre titoli di division (1999, 2001 e 2002) e uno delle World Series nel 2001. Nel 1999, alla sua seconda stagione, Arizona vinse la 100ª partita, conquistando contemporaneamente il titolo di division. In seguito, Colangelo licenziò Showalter, che nel 2000 condusse una stagione relativamente deludente, e lo sostituì con Bob Brenly, ex catcher e allenatore dei Giants, che in quel momento lavorava come commentatore sul canale televisivo dei Diamondbacks.
Nel 2001, la squadra era guidata da due tra i migliori lanciatori della MLB: Randy Johnson e Curt Schilling. Nei playoff i Diamondbacks batterono i St. Louis Cardinals (3-2 nelle division series) e gli Atlanta Braves (4-1 nelle NLCS), qualificandosi per le World Series dove, sulla scia dell'attentato dell'11 settembre a New York, superarono i campioni in carica dei New York Yankees per 4 partite a 3, diventando la squadra più rapida di sempre a conquistare le World Series.
Si stima che oltre 300.000 persone abbiano partecipato alla parata per la vittoria il 7 novembre 2001 sfilando per le strade del centro di Phoenix fino al Bank One Ballpark. Quella fi la prima vittoria in uno sport professionistico per lo Stato dell'Arizona. In precedenza la squadra di basket dei Suns aveva raggiunto le finali NBA nel 1976 e 1993, uscendo sconfitta in entrambe le occasioni. La squadra conquistò nuovamente il titolo di division nel 2002, perdendo nelle NLDS contro i St. Louis Cardinals.

### 2003-2005: prime difficoltà e fine dell'era Colangelo

Logo della franchigia in uso dal 2008 al 2011

Nel 2003 i Diamondbacks conclusero con un record di 84-78, giungendo terzi nella NL West Division. Nel 2004 invece conclusero la stagione con un record di 51-111, il peggiore di tutta la MLB e anche uno dei 10 peggiori record negli ultimi 100 anni, nonostante Randy Johnson avesse giocato anche un perfect game, il 18 maggio 2004. Brenly fu licenziato durante la stagione e sostituito dal coach della terza base Al Pedrique.
In questo periodo Colangelo e gli altri partner erano coinvolti in una controversia sulla salute finanziaria dei Diamondbacks (in particolare per il ritardo nel pagamento di oltre 150 milioni di dollari a molti giocatori che sono stati membri chiave del team vincente del 2001). Colangelo fu costretto a dimettersi nella tarda estate del 2004, vendendo le sue quote ad un gruppo di investitori che erano già stati coinvolti nella fondazione del team nel 1995. Del gruppo facevano parte Ken Kendrick, Dale Jensen, Mike Chipman e Jeffrey Royer. Jeff Moorad, un ex agente sportivo, aderì al sodalizio e fu nominato amministratore delegato della squadra. Ken Kendrick diventò direttore generale.
Dalla stagione 2004 i Diamondbacks assunsero Wally Backman come team manager. Backman era già stato in precedenza allenatore dei Lancaster JetHawks, una delle affliate militante in Singolo A. Backman fu licenziato quasi immediatamente dopo una serie di guai giuridici passati. Bob Melvin, ex manager dei Seattle Mariners e dei Diamondbacks diventò il nuovo allenatore, dopo soli dieci giorni di permanenza in carica di Backman.
Dopo i problemi di Backman, i Diamondbacks spesero pesantemente al fine di ricostruire una squadra competitiva. Tra gli altri, furono ingaggiati il terza base Troy Glaus, il lanciatore Russ Ortiz, l'interbase Royce Clayton, il seconda base Craig Counsell. Randy Johnson fu ceduto ai New York Yankees in cambio di Javier Vazquez, Dioner Navarro, e Brad Halsey, mentre il catcher Dioner Navarro andò ai Los Angeles Dodgers per Shawn Green. Shea Hillenbrand si trasferì ai Toronto Blue Jays e Casey Fossum andò ai Tampa Bay Devil Rays in cambio di José Cruz Jr.
I Diamondbacks, guidati da Melvin, terminarono la stagione 2005 con un record di 77 vittorie e 85 sconfitte, con un miglioramento di 26 vittorie in più rispetto al 2004, giungendo al secondo posto nella poco competitiva NL West, dietro i San Diego Padres. I Diamondback pagarono gli infortuni sul monte di lancio e la stagione mediocre di molti giocatori. Nel mese di ottobre 2005 i Diamondbacks ingaggiarono il trentacinquenne Josh Byrnes, assistente alla direzione generale dei Boston Red Sox, per sostituire l'uscente Joe Garagiola Jr. come direttore generale.

### 2006-2007: ricostruzione
Nel 2006, in una debole NL West , i Diamondbacks non raggiunsero le prestazioni del 2005, finendo quarti. La stagione vide anche due positive prestazioni individuali. Il seconda base Orlando Hudson vinse il Guanto d'oro per la seconda volta in carriera, diventano il sesto interno di sempre a vincere tale premio sia nella National League che nella American League (aveva ricevuto il premio anche nella stagione 2005 giocando nei Blue Jays, prima di essere ceduto ai Diamondbacks a fine campionato). Il lanciatore Brandon Webb vinse il Cy Young Award per la National League. Webb, uno specialista nel lancio della sinkerball, ottenne 15 voti su 32 dalla Baseball Writers Association of America. Webb aveva ottenuto un record di 16 vittorie e 8 sconfitte con una media PGL di 3,10 nella stagione 2006, partecipando così al suo primo All-Star Game.
In preparazione della stagione successiva, i Diamondbacks fecero molte trattative importanti durante l'offseason. Con i Brewers ci fu uno scambio in cui furono ceduti Johnny Estrada, Greg Aquino e Claudio Vargas in cambio Doug Davis, Dana Eveland e Dave Krynzel. Fu trovato l'accordo per far tornare Randy Johnson ai Diamondbacks con un contratto di due anni, cedendo in cambio agli Yankees Luis Vizcaino, Ross Ohlendorf, Alberto Gonzalez e Steven Jackson. Gli Yankees avrebbero anche pagato 2 dei 26 milioni di dollari dell'ingaggio di Johnson. Infine dai Florida Marlins arrivò il lanciatore Yusmeiro Petit in cambio di Jorge Julio e conguaglio in denaro.

#### 2007: Un nuovo look e un ritorno ai playoff
I Diamondbacks annunciarono all'inizio del settembre 2006, che le loro uniformi sarebbero state completamente rinnovata per la stagione 2007. La maggior parte dei tifosi reagì negativamente ai nuovi colori, che vedevano l'abbandono degli storici colori viola, rame e turchese, per essere sostituiti da un colore rossastro, conosciuto come "Rosso Sedona" simile a quello dei Phoenix Coyotes e degli Arizona Cardinals. La presentazione ufficiale delle divise avvenne l'8 novembre nella vicina Scottsdale ad un evento di beneficenza. Il design del distintivo "A" rimase pressoché invariato tranne che per i colori. Il logo, un serpente stilizzato che riproduceva una "D", già usato fin dalle prime partite sulle divise da trasferta, fu leggermente ridisegnato e venne introdotta una nuova mostrina sulla spalla. Le scritte sulle maglie furono completamente ridisegnate. Il "Rosso Sedona" divenne così il colore dominante del Chase Field e di tutti i prodotti di merchandise della squadra.
Tra i movimenti di mercato, Luis Gonzalez, esterno sinistro molto amato dai tifosi, lasciò i Diamondbacks e firmò un contratto da 7 milioni di dollari con i Los Angeles Dodgers, Craig Counsell, firmò un contratto di due anni con la squadra della sua città natale, i Milwaukee Brewers, il lanciatore Miguel Batista andò ai Seattle Mariners e Jay Bell, a lungo ai Diamondbacks come giocatore ed allenatore, si ritirò per trascorrere più tempo con la famiglia, restando però come consulente di Bob Melvin.
Nella regular season del 2007, i Diamondbacks ottennero un buon numero di vittorie con un team di giovani tra cui Brandon Webb, Conor Jackson, Stephen Drew, Carlos Quentin, Chad Tracy, Chris Young, Miguel Montero, Mark Reynolds (chiamato dal Doppio-A nel mese di maggio) e Justin Upton (chiamato dal Doppio-A nel mese di agosto), e guadagnarono il soprannome di "I Babybacks". Conclusero con il miglior record della NL con 90 vittorie e 72 sconfitte. Il 28 settembre, i Diamondbacks Colorado superarono i Rockies garantendosi una posizione nei playoff. Dopo la sconfitta dei Padres per mano dei Milwaukee Brewers, Arizona si assicurò anche il primo posto nella NL West e il vantaggio del fattore campo nei playoff.
Dopo aver vinto le prime due partite in casa contro i Cubs, I D-backs conquistarono le National League Division Series a Wrigley Field, e si guadagnarono un posto nelle National League Championship Series, dove avrebbero affrontato i Colorado Rockies, perdendo per 4-0.
A fine anno, i Diamondbacks scambiarono Carlos Quentin coi Chicago White Sox per il prima base Chris Carter e cedettero il lanciatore Dan Haren agli Oakland Athletics in cambio di sei giocatori: i mancini Brett Anderson, Dana Eveland e Greg Smith, l'interno Chris Carter e gli esterni Aaron Cunningham e Carlos Gonzalez. Inoltre fu ceduto il lanciatore José Valverde agli Houston Astros per i destri Chad Qualls, Juan Gutiérrez e l'interno/esterno Chris Burke. Haren aveva segnato un record di 15-9 con una media ERA di 3,07 ad Oakland nel 2007. Questa mossa voleva rendere i D-backs competitivi per la NL West nel 2008. I veterani Tony Clark e Livan Hernandez, lasciarono la squadra per andare, rispettivamente, ai Padres e ai Twins.

### 2008-2011
Nel 2008, dopo aver vinto la partita di apertura della stagione, il 31 marzo in casa dei Cincinnati Reds, i Diamondbacks si trovarono ad avere il miglior record nella Major League Baseball, 20-8, all'inizio di maggio. Nello stesso tempo, erano anche in testa alla division con 6,5 partite di vantaggio. Dopo la sconfitta nella prima serie di maggio contro i New York Mets, la prima persa dopo l'apertura della serie contro i Reds, i Diamondbacks continuarono a condurre la NL West fino alla pausa per l'All-Star Game, nonostante un bilancio di 47-48. La stagione terminò con un record di 82-80, (secondi nella division dietro ai Dodgers).
Nel 2009 la stagione terminò con un record di 70-92 mentre nel 2010 con 65 vittorie e 97 sconfitte. La stagione 2011 si rivela migliore, terminando con un saldo di 94-68, qualificandosi per i playoff, dove vennero sconfitti dai Milwaukee Brewers per 3-2.

## Giocatori importanti

### Membri della Baseball Hall of Fame
| Hall of Famer degli Arizona Diamondbacks |      |
| Giocatore                                | Anno |
| Roberto Alomar                           | 2011 |
| Randy Johnson                            | 2015 |

Nota
I giocatori in grassetto sono riprodotti nella Hall of Fame con la divisa dei Diamondbacks.

### Numeri ritirati
| Luis Gonzalez OF, 1999-2006 Ritirato il 7 agosto 2010 | Randy Johnson P, 1999-2004, 2007-2008 Ritirato l'8 agosto 2015 | Jackie Robinson ritirato da tutta la MLB nel 1997 |
| ----------------------------------------------------- | -------------------------------------------------------------- | ------------------------------------------------- |

## Record di franchigia
Battuta
Partite giocate — Luis Gonzalez 1.194
Battute — Luis Gonzalez 1.337
Turni in battuta — Luis Gonzalez 4.488
Punti — Luis Gonzalez 780
Doppi — Luis Gonzalez 310
Tripli — Steve Finley 34
Home Runs — Luis Gonzalez 224
Punti battuti a casa — Luis Gonzalez 774
Basi ball — Luis Gonzalez 650
Basi rubate — Tony Womack 110
Media battuta — Luis Gonzalez .298
LancioERA — Randy Johnson 2.69
Vittorie — Randy Johnson 107
partite — José Valverde 253
Salvezze — José Valverde 98
Innings — Randy Johnson 1446,2
Strikeouts — Randy Johnson 1.904
Partite complete — Randy Johnson 37

## Affiliate nella Minor League
| Livello | Team                 | League                  | Città                             |
| ------- | -------------------- | ----------------------- | --------------------------------- |
| AAA     | Reno Aces            | Triple-A West           | Reno, Nevada                      |
| AA      | Amarillo Sod Poodles | Double-A Central        | Amarillo, Texas                   |
| A+      | Hillsboro Hops       | High-A West             | Hillsboro, Oregon                 |
| A-      | Visalia Rawhide      | Low-A West              | Visalia, California               |
| Rookie  | ACL Diamondbacks     | Arizona Complex League  | Scottsdale, Arizona               |
| Rookie  | DSL Diamondbacks 1   | Dominican Summer League | Boca Chica, Repubblica Dominicana |
| Rookie  | DSL Diamondbacks 2   | Dominican Summer League | Boca Chica, Repubblica Dominicana |